# Bryantella smaragdus
Bryantella smaragdus är en spindelart som först beskrevs av Jocelyn Crane 1945.  
Bryantella smaragdus ingår i släktet Bryantella och familjen hoppspindlar. Inga underarter finns listade.